# عشاق (فیلم ۱۹۹۱)
عشاق (اسپانیایی: Amantes‎) فیلمی در ژانر جنایی به کارگردانی بیسنته آراندا است که در سال ۱۹۹۱ منتشر شد. از بازیگران آن می‌توان به بیکتوریا آبریل و ماریبل وردو اشاره کرد.
این فیلم در سال ۱۹۹۲ جایزه سینمایی «گویا» در اسپانیا را برای بهترین کارگردانی و بهترین فیلم دریافت کرد. این فیلم در جشنواره فیلم برلین نیز نامزد دریافت خرس طلایی شده بود.